# Fatehpur
För andra betydelser, se Fatehpur (olika betydelser).
Fatehpur är en stad i den indiska delstaten Uttar Pradesh, och är den administrativa huvudorten för distriktet Fatehpur. Staden hade 193 193 invånare vid folkräkningen 2011.